# Буркарт, Артуро Эрардо
Артуро Эрардо Буркарт (исп. Arturo Erhardo Burkart, 1906—1975) — аргентинский ботаник германского происхождения, специалист по таксономии семейства Бобовые.

## Биография
Артуро Эрардо Буркарт родился 25 сентября 1906 года в городе Буэнос-Айрес в семье Норберто Буркарта и Ольги Реблинг. С 1925 года учился у Лоренсо Раймундо Пароди в Сельскохозяйственной школе при Университете Буэнос-Айреса. В 1926 году была издана первая работа Буркарта Una forma de Xanthium nueva para la Flora Argentina. В 1928 году окончил университет по специальности сельскохозяйственного инженера. В это время Буркарт начинает изучать таксономию семейства Бобовые и знакомится с ботаником Анхелем Лулио Кабрерой. В 1929 году переехал в Германию для учёбы в Растениеводческом институте  (Мюнхберг) и Биологическом институте кайзера Вильгельма (Берлин). В 1930 году вернулся в Аргентину, с 1930 по 1936 работал фитогенетиком при Л. Пароди в Университете Буэнос-Айреса. С 1936 по 1961 Буркарт преподавал в Университете Ла-Платы. В 1936 году стал директором Дарвиновского ботанического института. В 1940 году Буркарт женился на Нелиде Тронкосо. В 1938 году он был удостоен премии имени Эдуардо Хольмберга. Артуро Буркарт скончался 25 апреля 1975 года.

## Род и некоторые виды, названные в честь А. Э. Буркарта
- Burkartia Crisci, 1976
- Adesmia burkartii M.N.Correa, 1981
- Albizia burkartiana Barneby & J.W.Grimes, 1996
- Anarthrophyllum burkartii Sorarú, 1971
- Arachis burkartii Handro, 1958
- Argemone burkartii Sorarú, 1976
- Aristolochia burkartii Ahumada, 1979
- Astragalus burkartii I.M.Johnst., 1947
- Brachystele burkartii M.N.Correa, 1953
- Cardionema burkartii Subils, 1979
- Cassia burkartiana Villa, 1962 [syn.  Senna burkartiana (Villa) H.S.Irwin & Barneby, 1982]
- Conyza burkartii Zardini, 1976
- Cyperus burkartii Guagl., 1991
- Dioclea burkartii R.H.Maxwell, 1970
- Draba burkartiana O.E.Schulz, 1933
- Euphorbia burkartii Bacigalupo, 2005
- Galactia burkartii Fortunato, 1994
- Gnaphalium burkartii Cabrera, 1948 [syn.  Luciliocline burkartii (Cabrera) Anderb. & S.E.Freire, 1991]
- Hieracium burkartii Sleumer, 1956
- Huanaca burkartii Mathias & Constance, 1971
- Juncus burkartii Barros, 1953
- Lepidium burkartii Boelcke, 1984
- Linum burkartii Mildner, 1972
- Lupinus burkartianus C.P.Sm., 1943
- Mimosa burkartii Marchesi, 1987
- Mutisia burkartii Cabrera, 1976
- Ophryosporus burkartii Cabrera, 1973
- Piptochaetium burkartianum Parodi, 1944
- Polypsecadium burkartii Romanczuk & Boelcke, 1982 [syn.  Exhalimolobos burkartii (Romanczuk & Boelcke) Al-Shehbaz & C.D.Bailey, 2007]
- Prosopis burkartii O.Muñiz, 1971
- Pseudocaryophyllus burkartianus D.Legrand, 1950 [syn.  Eugenia burkartiana (D.Legrand) D.Legrand, 1961]
- Rhynchosia burkartii Fortunato, 1983
- Senecio burkartii Cabrera, 1934
- Stevia burkartii B.L.Rob., 1931
- Stipa burkartii Torres, 1993
- Zornia burkartii Vanni, 1981